# 대송중학교 (경기)
대송중학교(大松中學校)는 대한민국 경기도 고양시 일산서구 대화동에 있는 공립 중학교이다.

## 학교 연혁
- 2004년 3월 1일 : 초대 민병철 교장 취임
- 2004년 3월 2일 : 12학급 편성
- 2004년 3월 3일 : 신입생 398명 입학
- 2020년 9월 1일 : 제6대 김미경 교장 취임
- 2021년 1월 8일 : 제17회 졸업식(200명) 누적 4,732명
- 2021년 3월 2일 : 입학식(학생수 564명)

## 참고 자료
- 대송중학교 - 한국교육학술정보원 학교알리미